# Área de Libre Comercio de las Américas
El Área de Libre Comercio de las Américas (ALCA) fue el nombre oficial de un acuerdo multilateral de libre comercio, firmado en Miami durante la I Cumbre de las Américas de 1994, que abarcaba a todos los países del continente americano, con excepción de Cuba. El ALCA debía comenzar a funcionar a partir de la IV Cumbre de las Américas, realizada en Mar del Plata, Argentina en 2005, pero en esa reunión entró en crisis debido a los cuestionamientos de Argentina, Brasil, Uruguay y Venezuela, al punto que el tratado nunca llegó a ser aplicado.

## Historia
El Área de Libre Comercio de las Américas se originó en la ciudad de Los Ángeles en julio de 1994. En su versión original contemplaba la gradual reducción de las barreras arancelarias y a la inversión en 34 países de la región, todos menos Cuba, y los países independientes. Con el paso del tiempo, el cambio de gobiernos en América del Sur complicó las negociaciones y en la Cumbre Extraordinaria de las Américas celebrada en Monterrey, México, se acordó implementar una versión menos ambiciosa para el 1 de enero de 2005 y que la presidencia del proceso se compartiera entre los Estados Unidos y Brasil.[cita requerida]
Se trató de un viejo proyecto de EE. UU. sobre el resto del continente, cuya primera manifestación data del proyecto de Unión Aduanera propuesta por Estados Unidos en 1885, y que estuvo muy cerca de concretarse entre 1889 y 1890, pero que fracasó por la oposición del gobierno argentino, presidido entonces por Miguel Juárez Celman, al que se sumó la posición del gobierno de Chile. El delegado argentino a la Conferencia Panamericana Roque Sáenz Peña, declaraba «tratar de asegurar el comercio libre entre mercados carentes de intercambio sería un lujo utópico y un ejemplo de esterilidad». El cubano José Martí ya había advertido que «tendría que declararse por segunda vez la independencia de la América Latina, esta vez para salvarla de los Estados Unidos».
A principios del año 2004, varias ciudades competían por obtener la sede, entre ellas Miami, Atlanta, Colorado Springs, Chicago y Houston en los Estados Unidos; Puebla y Cancún en México; Puerto España (Trinidad y Tobago), San Juan en Puerto Rico y la ciudad de Panamá.
La integración al mercado latinoamericano por parte de América del Norte supone una población de 800 millones de personas y un producto interno bruto (PIB) combinado de US$ 21.000 miles de millones anuales.
Aquellos que apoyan el ALCA dicen que es un tratado que quiere impulsar el comercio entre las regiones reduciendo los aranceles, pero no se puede decir que en un primer momento tenga consecuencias traumáticas pero sí que es un paso hacia el desarrollo a través de las transacciones comerciales que impulsarán la especialización, la competitividad, la desaparición de monopolios, la mejora del nivel de bienestar de la población y un desarrollo de las infraestructuras[cita requerida].
La IV Cumbre de las Américas que se llevó a cabo en la ciudad de Mar del Plata, Argentina entre el 4 y el 5 de noviembre de 2005, produjo una declaración final que en verdad son dos contrapuestas: incluye una mención a favor de la reapertura del ALCA presentada por Panamá y apadrinada por EE. UU., y otra del Mercosur y Venezuela, en la cual destacan las asimetrías existentes entre las economías del continente que dificultan la puesta en marcha de un área de libre comercio. «Estoy un poco sorprendido. Acá pasó algo que no tenía previsto», le dijo George W. Bush a Néstor Kirchner, en ese momento presidente de Argentina y de la Cumbre, a manera de despedida.

## Críticas
El ALCA despertó amplias críticas en todos los países americanos, al punto que se formó un movimiento continental opositor bajo la consigna de "¡No al ALCA!", integrado por gobiernos, organizaciones sindicales y sociales, que lograron paralizar la puesta en marcha del ALCA en la IV Cumbre de las Américas realizada en Mar del Plata en noviembre de 2005.
Las negociaciones fueron realizadas en secreto durante siete años, sin participación de la sociedad civil en la formulación de las reglas y normas que contienen el acuerdo. Las materias del ALCA fueron similares a los tratados de libre comercio que se negocian bilateralmente. Entre otros temas reguló la reducción de las barreras arancelarias y el acceso a mercados, bienes y servicios de intercambio comercial, inversión extranjera, privatización de bienes y servicios públicos, agricultura, derechos de propiedad intelectual, subsidios y medidas antidumping, libre competencia y resolución de diferendos.
Uno de los principales críticos del ALCA fue el presidente venezolano Hugo Chávez quién lo calificó como un tratado de adhesión y una herramienta más del imperialismo para la explotación de Latinoamérica.[cita requerida] Como contra-propuesta a este modelo, Chávez promovió la Alianza Bolivariana para los Pueblos de Nuestra América (ALBA). Dicha posición antagónica le valió un enfrentamiento verbal con el mexicano Vicente Fox —fuerte defensor del ALCA— y desembocó en un conflicto diplomático entre México y Venezuela en 2005.
Por su parte, Luiz Inácio Lula da Silva, 
presidente de Brasil, y Néstor Kirchner, el fallecido expresidente de Argentina, dijeron que no se oponían por principio al tratado, pero lo condicionan principalmente a la eliminación por parte de los Estados Unidos de las tarifas proteccionistas y subsidios a la agricultura, a la provisión de un acceso efectivo a los mercados y a que se contemplen las necesidades y las sensibilidades de todos los socios.
Uno de los temas más polémicos del tratado propuesto por los Estados Unidos fue el relacionado con los derechos de propiedad intelectual y patentes. Los críticos afirmaron que si las medidas propuestas por el ALCA se aplicaran, se impediría la investigación científica en Latinoamérica ocasionando aún más desigualdad y dependencia tecnológica respecto a países desarrollados. En lo relacionado con el tema de las patentes, analistas latinoamericanos han acusado a los Estados Unidos de querer patentar todo, desde invenciones, descubrimientos, mitología indígena hasta seres vivos.